# Cademario
Cademario es una comuna suiza del cantón del Tesino, situada en el distrito de Lugano, círculo de Agno. Limita al norte con la comuna de Alto Malcantone, al este y sur con Bioggio, y al oeste con Aranno.